# Nassenheide (Löwenberger Land)
Nassenheide è una frazione (Ortsteil) del comune tedesco di Löwenberger Land, nel Land del Brandeburgo.

## Monumenti e luoghi d'interesse
Chiesa (Dorfkirche)Edificio costruito nel 1749 con una torre del 1776 posta sulla facciata occidentale.